# Віймсі (півострів)
Півострів Віймсі (ест. Viimsi poolsaar) — це півострів в Північній Естонії, із заходу межує з Таллінською затокою, зі сходу — з затокою Мууга.

## Опис
Площа півострова становить майже 50 км2, довжина — близько 110 км[уточнити] і середня ширина — 5 км.
Разом з островами Найссаар, Пранглі і малими островами, Ексі, Тійрлооді, Кері, Крясулі, Сейнакарі, Кумблі, панда, Вуллікрунн, Сіллікрунн, Сепакарі, Ханекарі, Лоокарі і Ланесаар півострів Віймсі утворює волость Віймсі.
Найстаріші археологічні знахідки, знайдені на півострові Віймсі, відносяться до III і IV століть н. е.
У північній частині півострова знаходиться коса Рохунеем, яку також називають островом Рохунеем.
Географічні координати коси: 59°34′19″ пн. ш. 24°47′47″ сх. д. / 59.57194° пн. ш. 24.79639° сх. д. У середині півострова Віймсі знаходиться Лубьямягі — трикутне плато площею 1 гектар і висотою 53 метри над рівнем моря. У північно-східній точці Лубьямягі знаходиться геологічне оголення Тіскре, де в піщано-кам'янистому ґрунті під час Лівонської або Північної війни у військових цілях були викопані печери, відомі як Чортова печера, Піратська печера або Бісові діри (Kuradikoobas, Röövlikoobas, Tondiaukud).
Довжина Чортової печери — 18 метрів, висота — 1,2 метра і ширина — 2—2,5 метра. Вона внесена до переліку об'єктів первісної природи Естонії.
Географічні координати Чортової печери: 59°31′05″ пн. ш. 24°50′23″ сх. д. / 59.51806° пн. ш. 24.83972° сх. д. В одній із печер починається Залізний струмок Віймсі (Viimsi Rauaalikas). Витрата води струмка становить 0,1—1,0 л/с.
На півострові Віймсі знаходиться ландшафтний заповідник глінтового виступу Хаабнееме, на березі моря розташована природоохоронна зона — Віймсіський чорновільшаник.
На Лубьямягі знаходиться верхній створний знак півострова Віймсі. Його географічні координати: 59°31′00″ пн. ш. 24°50′23″ сх. д. / 59.51667° пн. ш. 24.83972° сх. д. Нижній створний знак півострова знаходиться в селі Хаабнееме. Його географічні координати: 59°30′56″ пн. ш. 24°48′57″ сх. д. / 59.51556° пн. ш. 24.81583° сх. д.

## Галерея

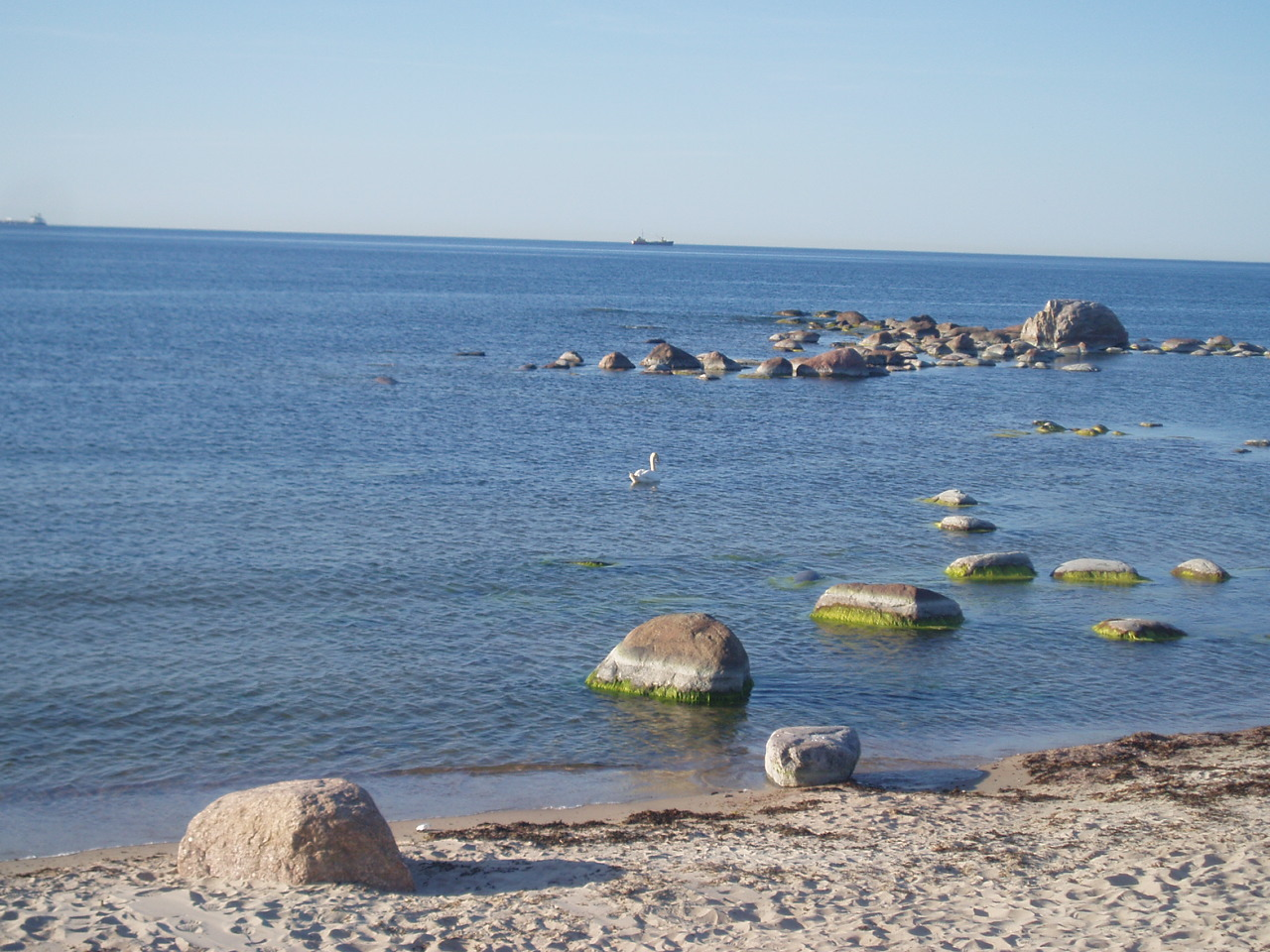
Узбережжя моря на півострові Віймсі
Житлові будинки на півострові Віймсі, 2010 рік
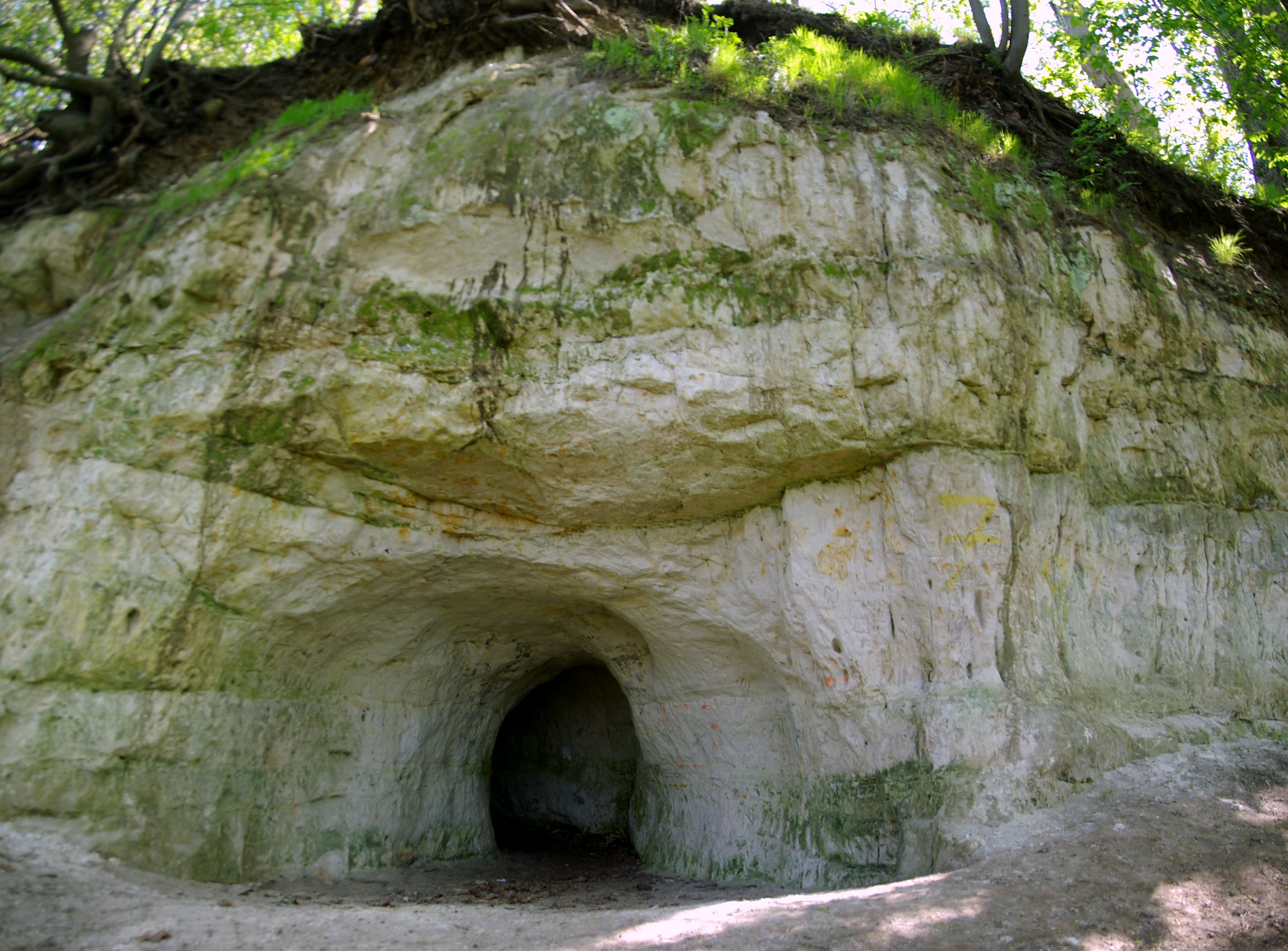
Чортова печера у Віймсі
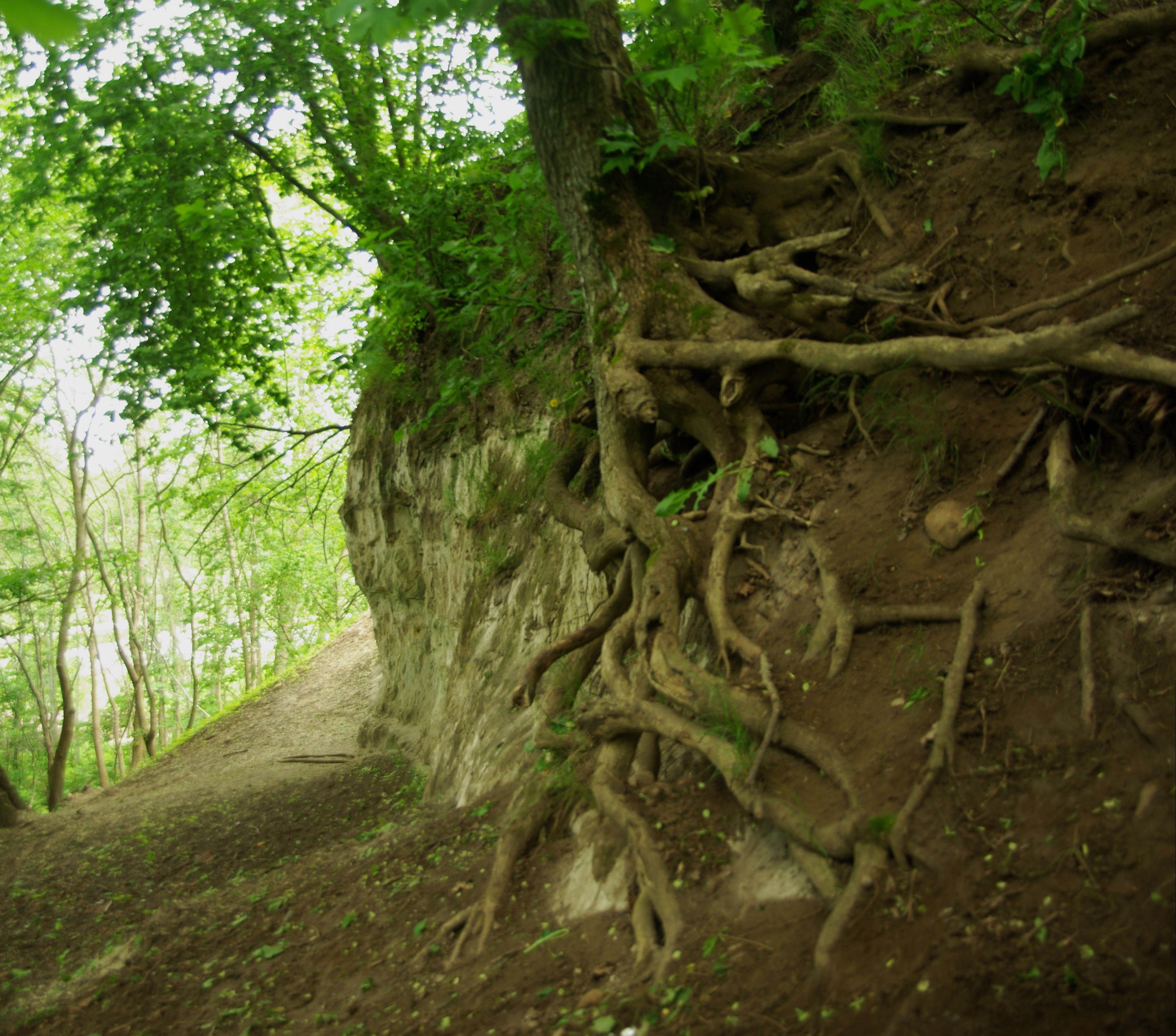
Глінтовий виступ в Хаабнееме
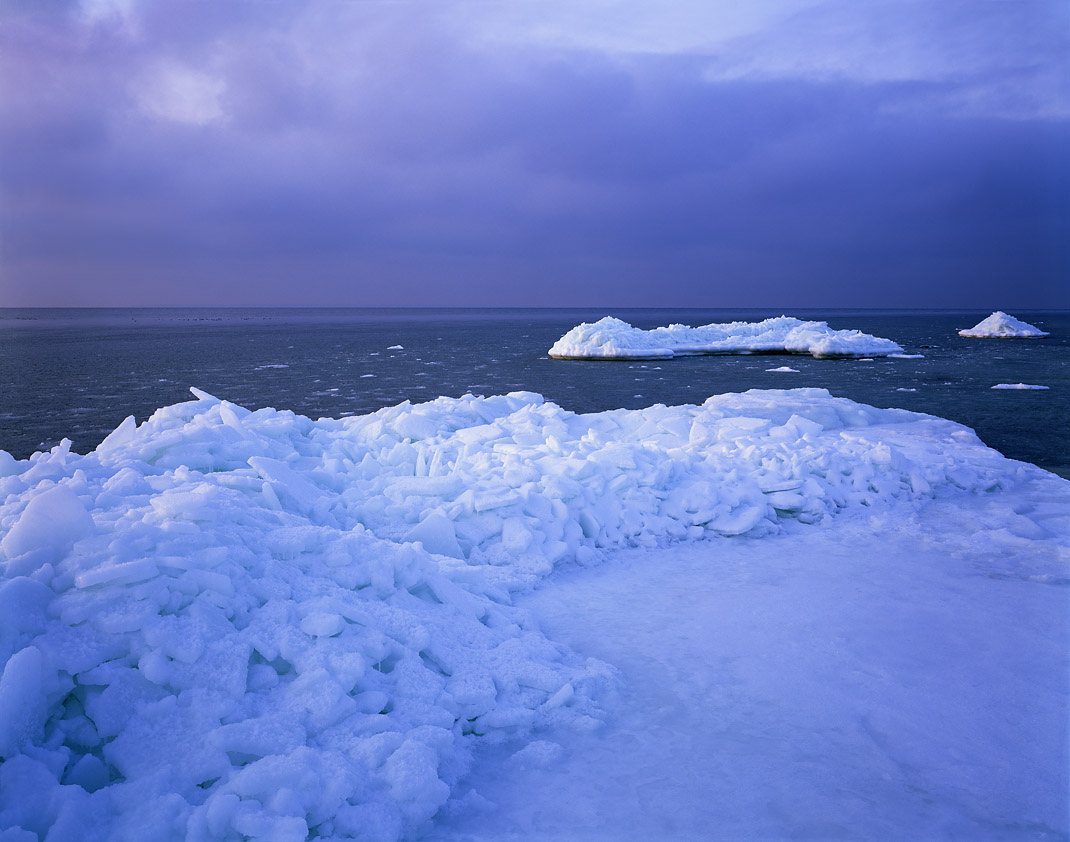
Льодові валуни на півострові Віймсі в січні 2010 року
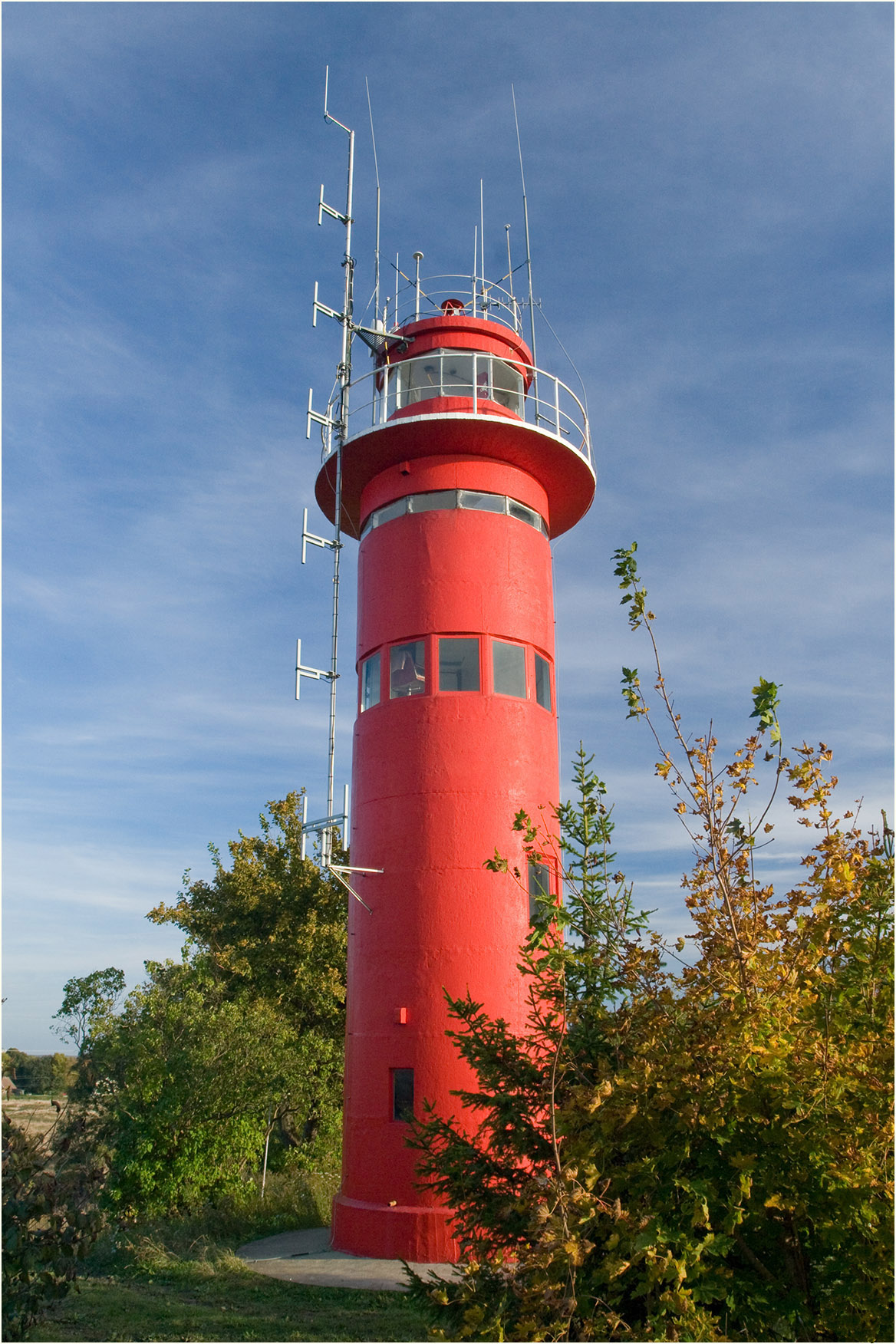
Верхній створний знак півострова Віймсі
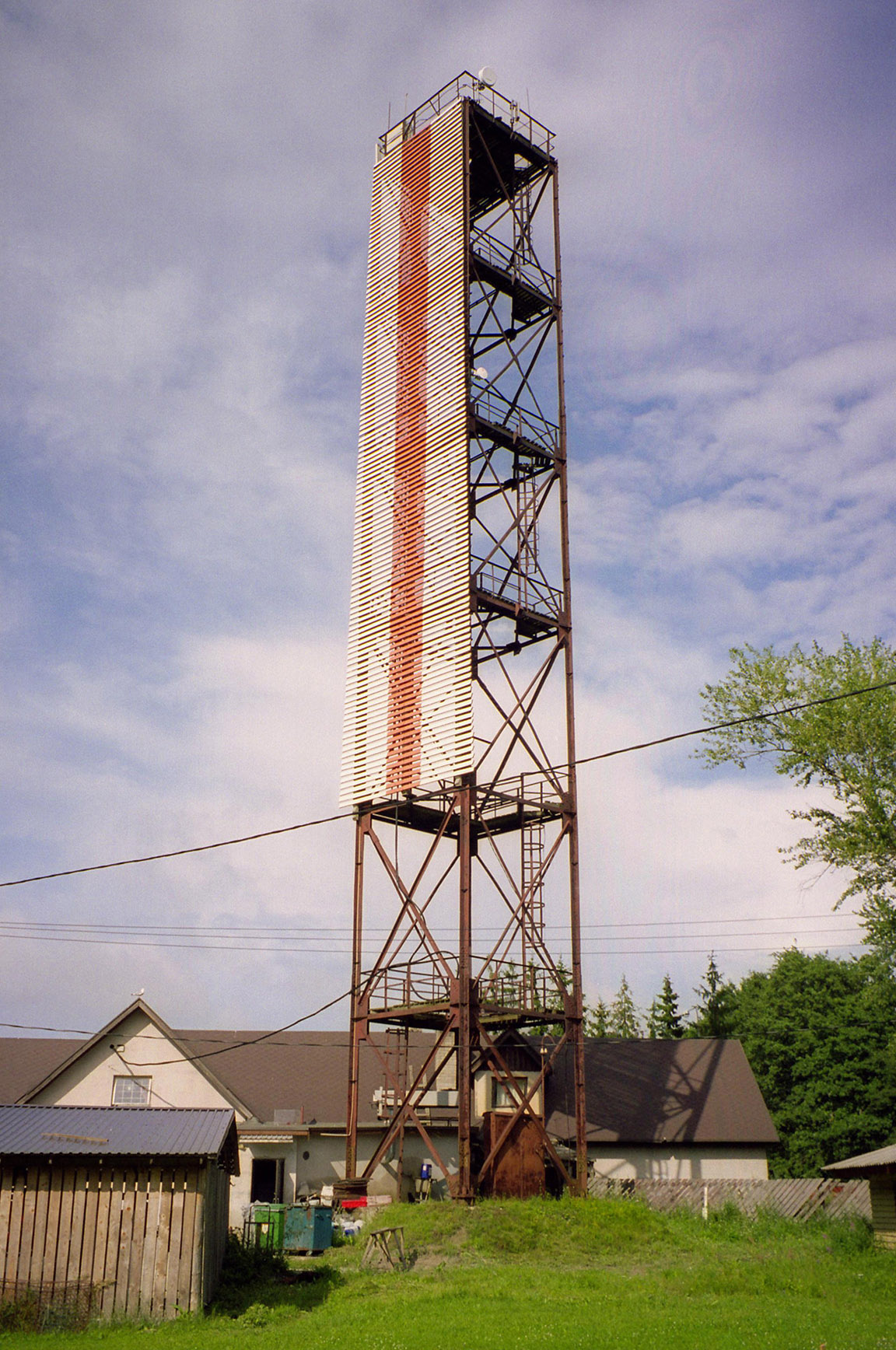
Нижній створний знак півострова Віймсі